# Paul Fischer (football, 1969)
Pour les articles homonymes, voir Paul Fischer et Fischer.
Paul Fischer est un footballeur français né le 18 septembre 1969 à Saint-Dizier, dans la Haute-Marne. Il évolue au poste de défenseur central, et est l'un des joueurs les plus emblématiques de l'histoire de l'AS Nancy-Lorraine.

## Biographie
Il arrive très jeune à Nancy, en provenance du CO Saint-Dizier, où il a débuté. C'est Aldo Platini qui le fait venir en Lorraine, pour intégrer le CREPS de Nancy.
Paul Fischer, qui est recruté initialement comme attaquant, est rapidement repositionné en défense central. Olivier Rouyer lui donne sa chance à l'automne 1993, et Paul Fischer réussira à s'imposer au sein de l'effectif nancéien.
Le sommet de sa carrière arrive en 1997, quand il reçoit le brassard de capitaine. Peu après, il commence à enchaîner les blessures et son temps de jeu s'amenuise. 
Mais en 2000, il retrouve sa place de titulaire, sous les ordres de Francis Smerecki. Il met un terme à sa carrière à l'issue de la saison 2001-2002 et intègre la direction sportive de l'ASNL. Il est également l'adjoint de Pablo Correa à l'ASNL jusqu'en juin 2011.
En 2011, il devient Directeur Général Adjoint chargé du volet sportif et du recrutement de la section professionnelle, poste qu'il occupe jusque juin 2019, date à laquelle la fonction est supprimée dans les statuts du club.
À la suite d'une réorganisation interne, ainsi que de la descente de l’équipe réserve dans le championnat de Régionale 1 Grand-Est, il est nommé à la surprise générale à la tête de cette dernière avec comme objectif une remontée immédiate en Nationale 3. De ce fait il bénéficie d'un staff élargi avec deux anciens professionnels comme adjoints : Gaston Curbelo et à la préparation des gardiens Damien Grégorini.